# Опрост (филм)
Опрост (радни наслов: Деца Богова) је предстојећи српски филм из 2025. године у режији Филипа Ковачевића., 

## Радња
На постапокалиптичној Земљи, у неплодним равницама далеко од било које веће плодне земље, преостало је једно људско насеље. Они изумиру под вођством свештеника који повремено спроводи ритуале приношења људских жртава у складу са широко распростраљеним веровањем да ће тако придобити наклоност загонетних богова Сунца.
Када његова несташна млађа сестра Еба пронађе мистериозну младу жену закопану у чудној капсули, Итан, способан млади ловац, невољно је доводи у насеље. Људи прихватају жену, која каже да се зове Скај, као дуго проречено дете богова, али њена помућена сећања, која она дели са њима, доведе у питање њихова веровања.
Када Еба остане случајно заробљена у криокомори, Итан одлучује да крене из насеља, након што га Скај убеђује да ће њен отац знати како да је отвори. Она верује да ће га пронаћи у митском Арку, згради која се уздиже изнад изгубљеног града, за коју се верује да је дом богова...

## Улоге
| Глумац               | Улога              |
| -------------------- | ------------------ |
| Јонас Смолдерс       | Итан               |
| Нина Кири            | Скај               |
| Аднан Хасковић       | Икезиос            |
| Предраг Бјелац       | Амон               |
| Марија Каран         | Валерија           |
| Клара Хрвановић      | Еба                |
| Риазе Фостер Елба    | Лев                |
| Милош Тимотијевић    | Ворик              |
| Дарко Перић          | Роб                |
| Анета Томашевић      | Вилда              |
| Пол Ленард Мареј     | др Натаниел Хедлон |
| Милица Стефановић    | Маја               |
| Атанасије Штогрен    |                    |
| Стен Зендор          | чувар              |
| Дача Видосављевић    | чувар              |
| Сава Веселинов       | млад Итан          |
| Константин Јовановић |                    |
| Тамара Зрилић        | млада Скај         |